# Feu de joie
Pour l’article homonyme, voir Feux de joie (film).

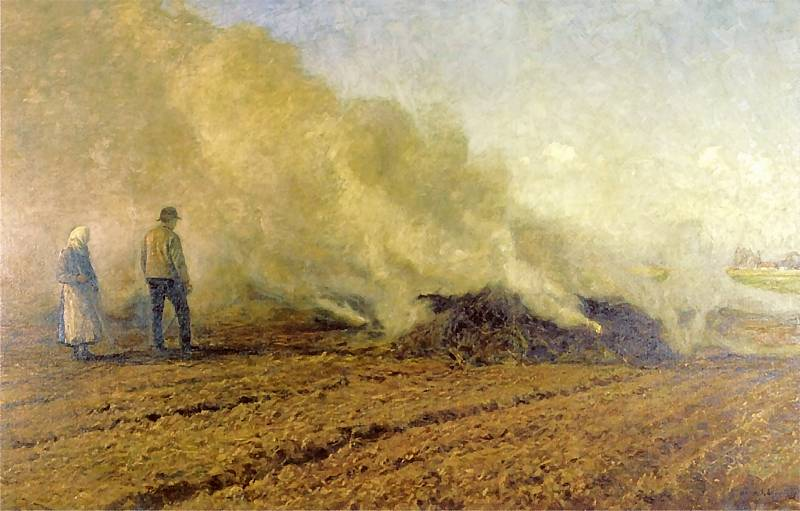
Feu de joie au début du XXe siècle : pratique rituelle ou moyen de protection des cultures ?

Un feu de joie est un grand feu allumé en plein air lors de réjouissances publiques, comme par exemple lors de la fête de la Saint-Jean.
Les feux de joie liés aux fêtes des moissons sont analogues aux anciens rituels de fécondité adressés aux dieux du feu et aux déesses de la fertilité. Ouvrant ou terminant une période de travail dans les champs, ces fêtes font une large place aux symbolismes du feu (feux de joie, jeux avec des torches, processions aux chandelles ou aux flambeaux). Il est possible que les grands feux de joie dans les champs soient parfois une ritualisation de pratiques agricoles ancestrales de protection des cultures consistant à brûler les parcelles pour retarder le développement des agents phytopathogènes en éliminant leurs spores latentes. Ces feux permettaient ainsi, à l'instar des inhibiteurs de germination actuels, de limiter les pertes de récoltes dues à l'activité des bioagresseurs tapis dans le sol ou dans les résidus de culture.

## Galerie

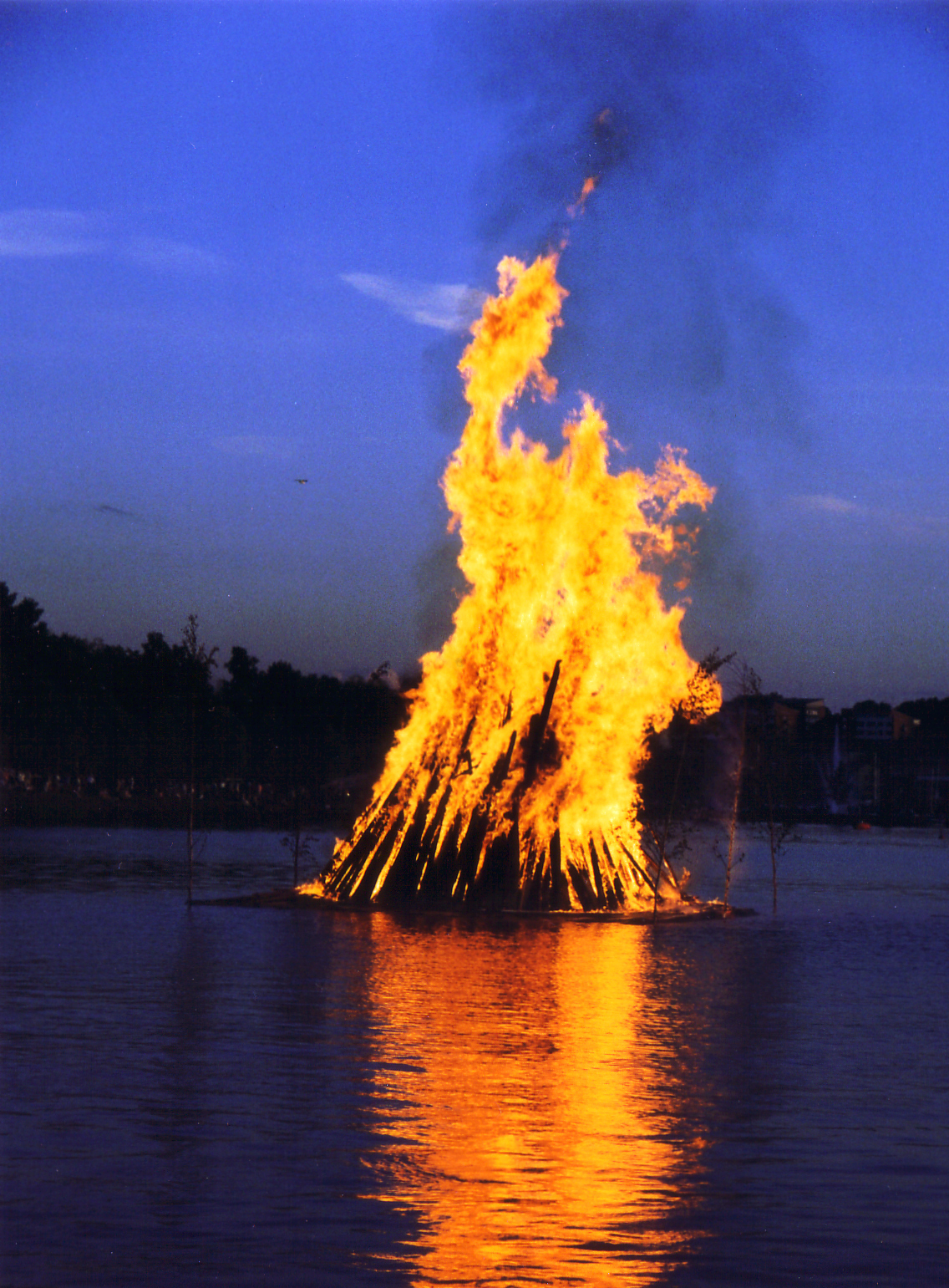
Feu de joie de Midsummer sur un ponton flottant en Finlande.
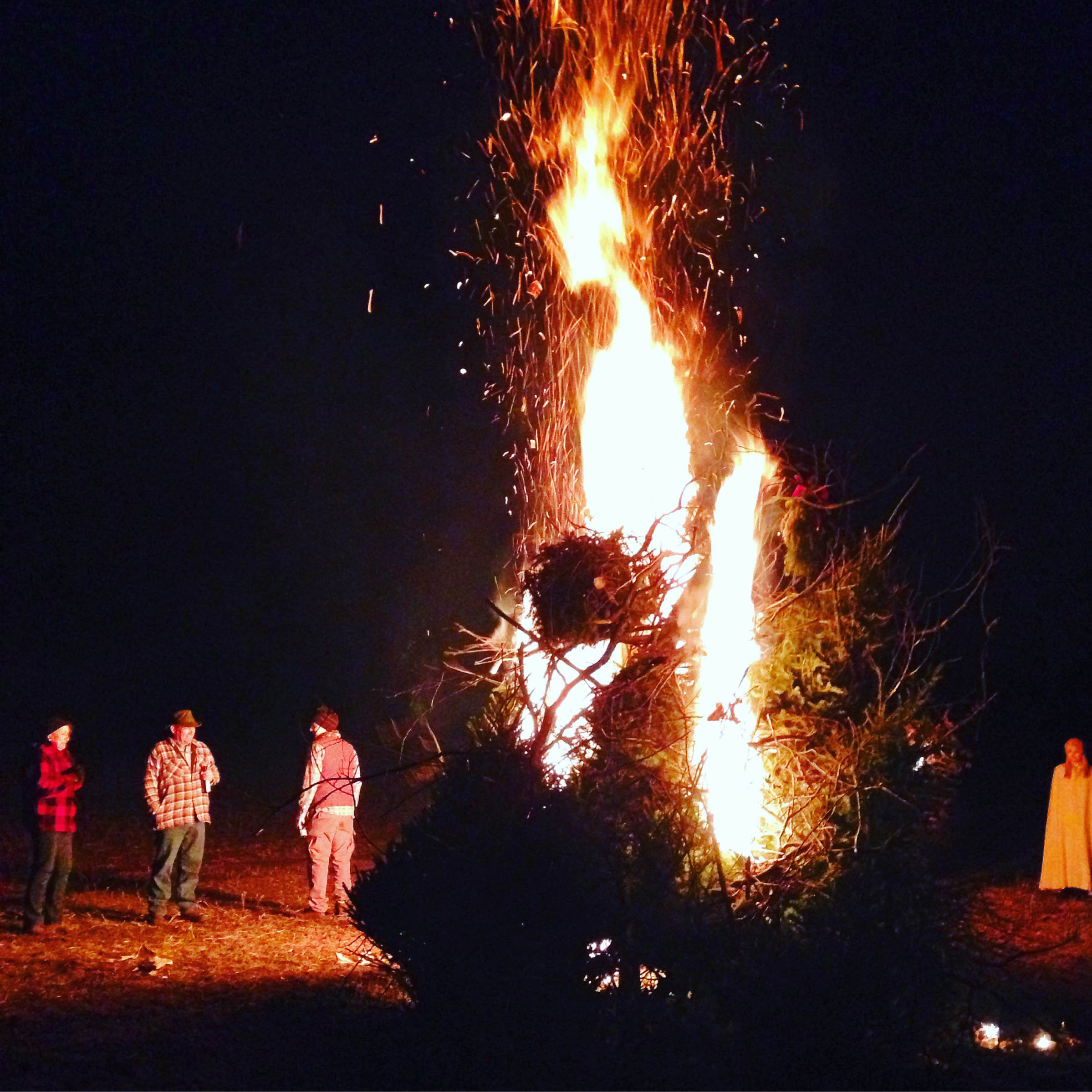
Tradition du feu de joie qui consiste à brûler les sapins de Noël.